# قنطيون رخو
قنطيون رخو (الاسم العلمي:Canthium molle) هو نوع من النباتات يتبع جنس القنطيون من الفصيلة الفوية.